# Дзякино (Ярский район)
Дзякино (удм. Ӟакагурт) — деревня в Ярском районе Удмуртии. Входит в состав Дизьминского сельского поселения.

## География
Деревня находится на северо-западе республики, на расстоянии примерно 13 км (по прямой) к юго-востоку от посёлка Яр, административного центра района.

### Часовой пояс
Деревня Дзякино как и вся Удмуртия, находится в часовой зоне МСК+1. Смещение применяемого времени относительно UTC составляет +4:00.

## Население
| 2010 | 2012 |
| ---- | ---- |
| 20   | ↗21  |

### Национальный состав
Согласно результатам переписи 2002 года, в национальной структуре населения удмурты составляли 82 % из 55 чел.